# Дмитренко, Сергей Фёдорович
Серге́й Фёдорович Дмитренко (род. 17 ноября 1953, Владикавказ, Северо-Осетинская АССР) — историк русской литературы и культуры; прозаик, журналист, педагог.

## Биография
Родился 17 ноября 1953 года в семье Фёдора Никитича и Натальи Николаевны Дмитренко.
Служил в ВВС. В 1981 году окончил с отличием семинар прозы (руководители: сначала два года, с 1976 — В. Е. Субботин, затем — В. П. Росляков) и аспирантуру (1984) Литературного института имени А. М. Горького. Кандидат филологических наук (1986), доцент (1992). В 1984—1998 годах — преподаватель, затем доцент кафедры русской литературы, с сентября 2014 года доцент кафедры новейшей русской литературы Литературного института.
В 1998—2000 годах преподавал русскую литературу в университетах Эрлангена-Нюрнберга и Вюрцбурга.
С осени 1992 года — вначале по совместительству, с 1997 года в штате) — работал в газете «Литература» (с августа 2011 года — журнал) Издательского дома «Первое сентября»; с сентября 2006 по 2017 год был шеф-редактором этой газеты, а затем журнала; в июле 2018 — декабре 2019 был главным редактором журнала «Литература» (с 2020 года журнал «Литература», как и все другие журналы Издательского дома «Первое сентября», закрыт решением владельцев ИД по технологическим причинам). Член Союза журналистов Москвы-России (с 1997).
Автор исследований, статей по истории русской литературы и проблемам русской прозы. Автор-составитель серии «Поэтический класс», а также антологий и книг русских классиков. Автор идеи и сценария телевизионного цикла «Писатели детства» (телеканал «Культура»; 2007—2009; режиссёр Андрей Судиловский; в эфир выходит под произвольным продюсерским названием «Писатели нашего детства»). Как журналист, а также при публикации некоторых других своих сочинений пользуется псевдонимами. 

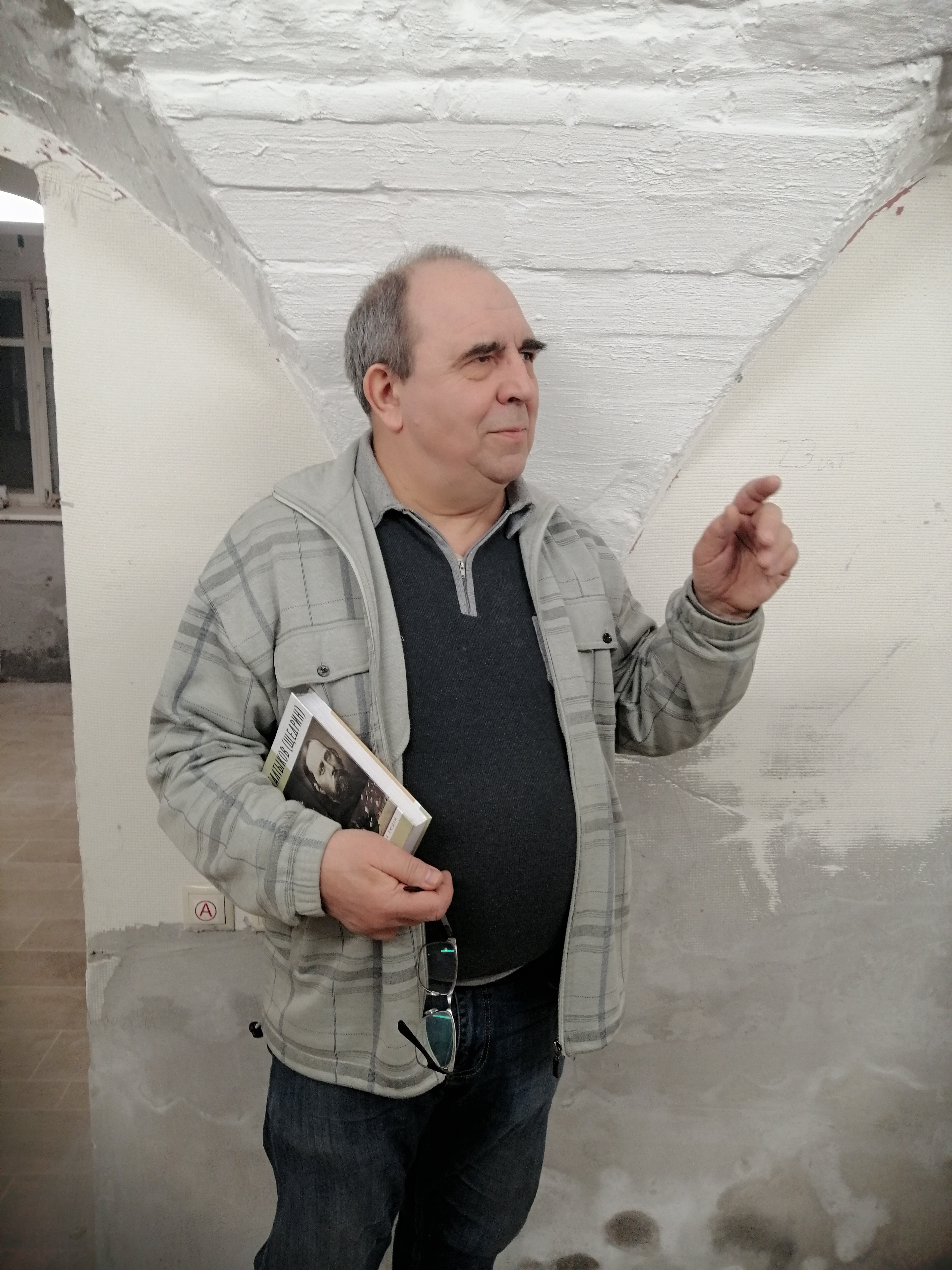
Сергей Дмитренко в подвале Литинститута со своей книгой «Салтыков (Щедрин)»

В 2014 году (журнал «Москва», № 1, 2)  в соавторстве с Натальей Борисенко под псевдонимом «Наталья Кременчук» выпустил юмористический детектив «Смерть на фуршете», посвящённый нравам современной российской литературной тусовки (отмечен дипломом финалиста премии «Нонконформизм», премией «Москвы» за лучшую прозу года, опубликованную в журнале). Полный текст романа в книжном издании: [б.м.]: Издательские решения, 2017. — 502 с.; 2019. — 320 с. — ISBN 978-5-4483-8257-4.
В издательстве «ВитаНова» (Санкт-Петербург) вышла «История одного города» М. Е. Салтыкова-Щедрина с обширным (10 авт. л.) сводом комментариев к ней, подготовленным С. Дмитренко (2010). В 2012 году здесь же был выпущен свод сказок Салтыкова-Щедрина с подготовленным Дмитренко современным сопроводительным аппаратом. В 2013 году в серии «Русский путь» (СПб.: Изд-во РХГА. — 1008 с.) вышла первая книга подготовленной Дмитренко антологии «М. Е. Салтыков-Щедрин: pro et contra» (ISBN 978-5-88812-531-1), вторая книга: Сост., вступ. статья, коммент. С. Ф. Дмитренко. — СПб.: Изд-во РХГА, 2016. — 960 с. — ISBN 978-5-88812-690-5.
С. Ф. Дмитренко — автор биографической повести «Салтыков (Щедрин)» (первоначальный вариант опубликован: журнал «Новый мир». — 2016. — № 4, 5, 12; журнал «Москва». — 2020. — № 12; 2021. — № 1–5; журнал «Урал». 2022. — № 1). Книжное издание в серии «Жизнь замечательных людей»; внесерийное издание повести также в «Молодой гвардии»  под названием: «Салтыков (Щедрин): Генерал без орденов» (2022).

## Семья
Отец — Фёдор Никитич Дмитренко (1922—2015), художник-акварелист, учитель рисования, педагог-методист; кандидат педагогических наук, доцент. Фронтовик — участник Великой Отечественной войны.
Мать — Наталья Николаевна Дмитренко (урождённая Марченко; 1926—2007), провизор; около двадцати лет была преподавателем и заведующей фармацевтическим отделением Северо-Осетинского медицинского училища (ныне колледж).
Брат — Александр Дмитренко (1959), художник, основатель и практик стиля «обкомовский реализм», джазовый музыкант, педагог, живёт с семьёй в Киевской области Украины.

## Награды и признание
- Лауреат премии «Нового Журнала» (Нью-Йорк) за лучший рассказ (2001) — рассказ «Букет»;
- шорт-лист премии «Русский Декамерон» (2003) — киноповесть «Фол»;
- финалист премии «Нонконформизм» (2011) — цикл «Доку́менты»;
- шорт-лист 13-го Международного литературного Волошинского конкурса (2015; малая проза) — рассказ «Старик и молния»;
- финалист всероссийского конкурса «Музыка слов» (2016) — стихотворение «Я был от тебя далеко…».
- Международная отметина имени отца русского футуризма Давида Бурлюка Академии Зауми (сентябрь 2018);
- лауреат Международной премии имени Фазиля Искандера (2018) в номинации «Драматургия, киносценарий» — за «сочинение для кино „Хранители гор“ по мотивам историй, рассказанных Фазилем Искандером в книге „Сандро из Чегема“»;
- премия журнала «Москва» (2020) — за биографическую повесть «Салтыков (Щедрин)»;
- длинный список национальной литературной премии «Большая книга — 2022»   — биографическая повесть «Салтыков (Щедрин)».
- ежегодная литературная премия имени М.Е. Салтыкова-Щедрина Талдомского городского округа Московской области за 2022 год — за большой вклад в изучение и пропаганду творчества М.Е. Салтыкова-Щедрина.